# Фиш, Моррис
Достопочтенный Мо́ррис Дже́йкоб Фиш (англ. Morris J. Fish; род. 16 ноября 1938, Монреаль) — квебекский адвокат и преподаватель, судья Верховного суда Канады.
С 1967 по 1989 год занимался юридической практикой в основном в Квебеке, в фирме Cohen, Leithman, Kaufman, Yarosky & Fish, позднее переименованной в Yarosky, Fish, Zigman, Isaacs & Daviault. Также читал лекции во многих канадских юридических школах.
С 1989 по 2003 годы он был судьёй Апелляционного суда Квебека, а 5 августа 2003 года назначен судьёй Верховного суда Канады. Он стал первым англоквебекцем за 30 лет и вторым евреем за всю историю Верховного суда, назначенным на эту должность. Его полномочия судьи окончились в 2013 году.